# ドクガ
ドクガ（毒蛾、Artaxa subflava）は、チョウ目ドクガ科に分類されるガおよびその総称である。

## 分布
北海道、本州、四国、九州。

## 形態
全長オス1.4 - 1.7cm、メス1.9 - 2.2cm。翅は褐色で、前翅に濃色の縦縞と先端部に黒い斑点が2対入る。
幼虫の体色は黒く、背面にオレンジ色の筋模様が入る。2齢以降の幼虫は鋭い毒針毛を持つ。成虫や蛹に毒針毛は生えていないが、幼虫の毒針毛が付着（成虫は尾毛、蛹は繭）しているため、触れると毒針毛による被害を受ける。

### 毒
毒針毛が皮膚に触れると、赤く腫れあがりかぶれる。かゆみは数週間続く。

## 生態
二次林などに生息する。成虫の発生期は6 - 8月。
食性は植物食で、幼虫はカキ、コナラ、ハマナス、イタドリ、サクラなどの植物の葉を食べる。成虫は何も食べない。
繁殖形態は卵生。卵にも成虫の尾毛から毒針毛が付着し、そのため孵化後まもない幼虫も毒針毛が付着する。幼虫の状態で集団越冬する。
実はこの毒針毛は孵化後には、幼虫時代の時のみに発達し、蛹の時には繭の周囲に毒針毛を張り巡らし、羽化した後にも、毒針毛を羽根に付着させ、産卵する時にも毒針毛を卵の周囲に張り巡らせる。
蛾の多くは幼虫時代は有毒種でも、成虫になると、毒を持つことはなくなるが、ドクガやチャドクガの場合は、一生の全てを毒で武装して身を守る。

## 人間との関係
上記の植物を食害する害虫。また都市部などでも植樹などに生息し触れる、または風に毒針毛が飛ばされることで直接触れなくても毒針毛による被害を受けることもある（同様の例はアカクラゲでも見られる）。被害を受けた場合は毒針毛が皮膚に深く刺さらない様に患部をかきむしったりせず、セロハンテープなどで付着した毒針毛を取り除いたり患部を冷水で洗い流す。駆除した生体は放置すると風により毒針毛が散布される可能性があるため、土に埋めるのがよい。